# Lluís Cornudella i Mir
Lluís Cornudella i Mir (Barcelona, 10 de setembre de 1936 - Barcelona, 10 de juny de 2004) va ser un químic i bioquímic català. Es llicencià en ciències químiques i es doctorà en bioquímica a la Universitat de Barcelona. El 1968 va rebre el Premi August Pi i Sunyer de l'IEC. Gràcies a una beca de la Fundació Joan March del 1970 al 1972 treballà al Department of Cell Biology del New York Blood Center. El 1972 tornà a Espanya i fou adscrit com a investigador i després cap del Departament de biologia molecular i cel·lular a l'Institut de Biologia Molecular de Barcelona, adscrit al Consell Superior d'Investigacions Científiques (CSIC).
De 1979 a 1981 va obtenir una nova beca per a treballar al Lindsley F. Kimball Research Institute de Nova York i el 1989 fou investigador visitant al Centre de Recherche en Cancérologie de l'Université Laval a l'Hôtel-Dieu de Québec (1989). El 1986 va rebre la Medalla Narcís Monturiol al Mèrit Científic i Tecnològic de la Generalitat de Catalunya.
Ha investigat l'anàlisi molecular de genomes d'invertebrats marins i l'expressió gènica al llarg de la seva espermiogènesi. Ha treballat en l'aïllament i la caracterització de gens que codifiquen proteïnes bàsiques nuclears espermàtiques, així com, en les tendències evolutives dels gens de les variants espermatogèniques d'histones i en l'organització i la variabilitat conformacional de la cromatina durant el desenvolupament cel·lular germinatiu.